# Японія на Чемпіонаті світу з водних видів спорту 2015
Японія взяла участь у Чемпіонаті світу з водних видів спорту 2015, який пройшов у Казані (Росія) від 24 липня до 9 серпня.

## Медалісти
| Медаль | Ім'я | Вид спорту         | Дисципліна                       | Дата     |
| ------ | --- | ------------------ | -------------------------------- | -------- |
| 1      | Нацумі Хосі | Плавання           | 200 метрів батерфляєм (жінки)    | 6 серпня |
| 1      | Канако Ватанабе | Плавання           | 200 метрів брасом (жінки)        | 7 серпня |
| 1      | Дайя Сето | Плавання           | 400 метрів комплексом (чоловіки) | 9 серпня |
| 2      | Канако Ватанабе | Плавання           | 200 метрів комплексом (жінки)    | 3 серпня |
| 3      | Юкіко Інуі Рісако Міцуї | Синхронне плавання | дует, технічна програма          | 26 липня |
| 3      | Айка Хакояма Юкіко Інуі Кей Марумо Рісако Міцуї Канамі Накамакі Маі Накамура Кано Омата Курумі Йосіда                          | Синхронне плавання | група, технічна програма         | 27 липня |
| 3      | Айка Хакояма Айко Хаясі Юкіко Інуі Кей Марумо Рісако Міцуї Канамі Накамакі Маі Накамура Курумі Йосіда                          | Синхронне плавання | група, довільна програма         | 31 липня |
| 3      | Айка Хакояма Айко Хаясі Юкіко Інуі Кей Марумо Рісако Міцуї Канамі Накамакі Маі Накамура Кано Омата Асука Тасакі] Курумі Йосіда | Синхронне плавання | комбінація, довільна програма    | 1 серпня |

## Стрибки у воду
Японські спортсмени кваліфікувалися на змагання з індивідуальних та синхронних стрибків у воду.
Чоловіки
| Спортсмен             | Дисципліна                   | Попередні змагання | Попередні змагання | Півфінали       | Півфінали       | Фінал           | Фінал           |
| Спортсмен             | Дисципліна                   | Очки               | Місце              | Очки            | Місце           | Очки            | Місце           |
| --------------------- | ---------------------------- | ------------------ | ------------------ | --------------- | --------------- | --------------- | --------------- |
| Сьо Сакаї             | Трамплін, 3 метри            | 411.10             | 22                 | Завершив виступ | Завершив виступ | Завершив виступ | Завершив виступ |
| Кен Тераучі           | Трамплін, 3 метри            | 440.25             | 9 Q                | 463.25          | 10 Q            | 468.15          | 9               |
| Такума Хагіта         | Вишка, 10 метрів             | 290.70             | 44                 | Завершив виступ | Завершив виступ | Завершив виступ | Завершив виступ |
| Ю Окамото             | Вишка, 10 метрів             | 402.10             | 21                 | Завершив виступ | Завершив виступ | Завершив виступ | Завершив виступ |
| Сьо Сакаї Кен Тераучі | Синхронний трамплін, 3 метри | 394.50             | 9 Q                | Н/Д             | Н/Д             | 389.94          | 11              |

Жінки
| Спортсменка    | Дисципліна        | Попередні змагання | Попередні змагання | Півфінали        | Півфінали        | Фінал            | Фінал            |
| Спортсменка    | Дисципліна        | Очки               | Місце              | Очки             | Місце            | Очки             | Місце            |
| -------------- | ----------------- | ------------------ | ------------------ | ---------------- | ---------------- | ---------------- | ---------------- |
| Мінамі Ітахасі | Трамплін, 3 метри | 235.50             | 35                 | Завершила виступ | Завершила виступ | Завершила виступ | Завершила виступ |
| Саяка Сібусава | Трамплін, 3 метри | 289.75             | 14 Q               | 288.45           | 14               | Завершила виступ | Завершила виступ |
| Мінамі Ітахасі | Вишка, 10 метрів  | 344.65             | 6 Q                | 305.30           | 16               | Завершила виступ | Завершила виступ |
| Нана Сасакі    | Вишка, 10 метрів  | 255.10             | 31                 | Завершила виступ | Завершила виступ | Завершила виступ | Завершила виступ |

Змішаний
| Спортсмени               | Дисципліна                 | Фінал  | Фінал |
| Спортсмени               | Дисципліна                 | Очки   | Місце |
| ------------------------ | -------------------------- | ------ | ----- |
| Ю Окамото Мінамі Ітахасі | Синхронна вишка, 10 метрів | 289.92 | 9     |

## Плавання на відкритій воді
Четверо японських спортсменів кваліфікувалися на змагання з плавального марафону на відкритій воді. Серед них були учасники Олімпійських ігор 2012 Ясунарі Хіраї та Юмі Кіда.
| Спортсмен      | Дисципліна       | Час       | Місце |
| -------------- | ---------------- | --------- | ----- |
| Ясунарі Хіраї  | 10 км (чоловіки) | 1:50:28.3 | 11    |
| Йосуке Міямото | 10 км (чоловіки) | 1:52:06.7 | 35    |
| Юмі Кіда       | 10 км (жінки)    | 2:00:01.8 | 28    |

## Плавання
Японські плавці виконали кваліфікаційні нормативи в дисциплінах, які наведено в таблиці (не більш як 2 плавці на одну дисципліну за часом нормативу A, і не більш як 1 плавець на одну дисципліну за часом нормативу B): Плавці повинні були кваліфікуватися на Чемпіонаті Японії 2015, щоб підтвердити свої місця в японській збірній на чемпіонаті світу.
Учасниками японської збірної стали 24 плавці, серед яких переможець попереднього чемпіонату світу на 400-метрівці комплексом Дайя Сето, а також олімпійські медалісти Рьосуке Іріе, Рьо Татеісі і Нацумі Хосі. Нова японська суперзірка Косуке Хаґіно збирався взяти участь, але пізніше відмовився через перелом ліктя.
Чоловіки
| Спортсмен                                             | Дисципліна                           | Попередній заплив | Попередній заплив | Півфінал        | Півфінал        | Фінал           | Фінал           |
| Спортсмен                                             | Дисципліна                           | Час               | Місце             | Час             | Місце           | Час             | Місце           |
| ----------------------------------------------------- | ------------------------------------ | ----------------- | ----------------- | --------------- | --------------- | --------------- | --------------- |
| Цубаса Амаї                                           | 200 м вільним стилем                 | 1:50.04           | 40                | Завершив виступ | Завершив виступ | Завершив виступ | Завершив виступ |
| Цубаса Амаї                                           | 400 м вільним стилем                 | 3:52.06           | 35                | Н/Д             | Н/Д             | Завершив виступ | Завершив виступ |
| Такуро Фудзі                                          | 100 м батерфляєм                     | 51.76             | 6 Q               | 51.58           | 9               | Завершив виступ | Завершив виступ |
| Рьосуке Іріе                                          | 100 м на спині                       | 53.37             | 5 Q               | 53.13           | 4 Q             | 53.10           | 6               |
| Рьосуке Іріе                                          | 200 м на спині                       | 1:56.68           | 2 Q               | 1:55.76         | 5 Q             | 1:54.81         | 4               |
| Масакі Канеко                                         | 50 м на спині                        | 25.49             | 23                | Завершив виступ | Завершив виступ | Завершив виступ | Завершив виступ |
| Масакі Канеко                                         | 100 м на спині                       | 54.19             | 17                | Завершив виступ | Завершив виступ | Завершив виступ | Завершив виступ |
| Масакі Канеко                                         | 200 м на спині                       | 1:57.63           | 9 Q               | 1:57.33         | 10              | Завершив виступ | Завершив виступ |
| Такесі Кавамото                                       | 50 м батерфляєм                      | 23.61             | 13 Q              | 23.74           | 16              | Завершив виступ | Завершив виступ |
| Такесі Кавамото                                       | 100 м батерфляєм                     | 52.41             | 21                | Завершив виступ | Завершив виступ | Завершив виступ | Завершив виступ |
| Юкі Коборі                                            | 200 м вільним стилем                 | 1:48.09           | 18                | Завершив виступ | Завершив виступ | Завершив виступ | Завершив виступ |
| Ясухіро Косекі                                        | 50 м брасом                          | 28.13             | 30                | Завершив виступ | Завершив виступ | Завершив виступ | Завершив виступ |
| Ясухіро Косекі                                        | 100 м брасом                         | 59.93             | 10 Q              | 1:00.31         | 14              | Завершив виступ | Завершив виступ |
| Ясухіро Косекі                                        | 200 м брасом                         | 2:10.47           | 13 Q              | 2:08.03         | 1 Q             | 2:09.12         | 5               |
| Кацумі Накамура                                       | 50 м вільним стилем                  | 22.25             | 10 Q              | 22.15           | 13              | Завершив виступ | Завершив виступ |
| Кацумі Накамура                                       | 100 м вільним стилем                 | 49.07             | 19                | Завершив виступ | Завершив виступ | Завершив виступ | Завершив виступ |
| Масато Сакаї                                          | 200 м батерфляєм                     | 1:55.97           | 7 Q               | 1:54.75         | 3 Q             | 1:54.24         | 4               |
| Дайя Сето                                             | 200 м батерфляєм                     | 1:55.60           | 3 Q               | 1:54.95         | 5 Q             | 1:55.15         | 6               |
| Дайя Сето                                             | 200 м комплексом                     | 1:59.11           | 7 Q               | 2:00.05         | 14              | Завершив виступ | Завершив виступ |
| Дайя Сето                                             | 400 м комплексом                     | 4:12.17           | 3 Q               | Н/Д             | Н/Д             | 4:08.50         | 1               |
| Сінрі Сьоура                                          | 50 м вільним стилем                  | 22.34             | 12 Q              | 22.08           | 11              | Завершив виступ | Завершив виступ |
| Сінрі Сьоура                                          | 100 м вільним стилем                 | 48.84             | 14 Q              | 48.96           | 15              | Завершив виступ | Завершив виступ |
| Рьо Татеісі                                           | 100 м брасом                         | 1:01.26           | 29                | Завершив виступ | Завершив виступ | Завершив виступ | Завершив виступ |
| Рьо Татеісі                                           | 200 м брасом                         | 2:13.23           | 25                | Завершив виступ | Завершив виступ | Завершив виступ | Завершив виступ |
| Кацумі Накамура Сінрі Сьоура Юкі Коборі Такуро Фудзі  | естафета 4x100 метрів вільним стилем | 3:14.76           | 5 Q               | Н/Д             | Н/Д             | 3:15.04         | 6               |
| Юкі Коборі Цубаса Амаї Найто Ехара Дайя Сето          | естафета 4x200 метрів вільним стилем | 7:11.59           | 10                | Н/Д             | Н/Д             | Завершив виступ | Завершив виступ |
| Такуро Фудзі Рьосуке Іріе Ясухіро Косекі Сінрі Сьоура | естафета 4x100 метрів комплексом     | 3:32.82           | 4 Q               | Н/Д             | Н/Д             | 3:31.10         | 6               |

Жінки
| Спортсменка                                          | Дисципліна                           | Попередній заплив | Попередній заплив | Півфінал         | Півфінал         | Фінал            | Фінал            |
| Спортсменка                                          | Дисципліна                           | Час               | Місце             | Час              | Місце            | Час              | Місце            |
| ---------------------------------------------------- | ------------------------------------ | ----------------- | ----------------- | ---------------- | ---------------- | ---------------- | ---------------- |
| Саяка Акасе                                          | 100 м на спині                       | 1:01.62           | =29               | Завершила виступ | Завершила виступ | Завершила виступ | Завершила виступ |
| Нацумі Хосі                                          | 100 м батерфляєм                     | 58.47             | 15 Q              | 58.45            | 14               | Завершила виступ | Завершила виступ |
| Нацумі Хосі                                          | 200 м батерфляєм                     | 2:07.97           | 5 Q               | 2:06.36          | 1 Q              | 2:05.56          | 1                |
| Тіхіро Іґарасі                                       | 200 м вільним стилем                 | 1:58.31           | =13 Q             | 1:57.75          | 11               | Завершила виступ | Завершила виступ |
| Тіхіро Іґарасі                                       | 400 м вільним стилем                 | 4:13.43           | 20                | Н/Д              | Н/Д              | Завершила виступ | Завершила виступ |
| Тіхіро Іґарасі                                       | 400 м комплексом                     | 4:43.06           | 16                | Н/Д              | Н/Д              | Завершила виступ | Завершила виступ |
| Рікако Ікее                                          | 50 м батерфляєм                      | 26.66             | 19                | Завершила виступ | Завершила виступ | Завершила виступ | Завершила виступ |
| Ріе Кането                                           | 50 м брасом                          | 31.99             | 31                | Завершила виступ | Завершила виступ | Завершила виступ | Завершила виступ |
| Ріе Кането                                           | 100 м брасом                         | 1:07.71           | 18                | Завершила виступ | Завершила виступ | Завершила виступ | Завершила виступ |
| Ріе Кането                                           | 200 м брасом                         | 2:25.75           | 15 Q              | 2:22.88          | 6 Q              | 2:23.19          | 6                |
| Яйой Мацумото                                        | 50 м вільним стилем                  | 25.90             | 38                | Завершила виступ | Завершила виступ | Завершила виступ | Завершила виступ |
| Яйой Мацумото                                        | 100 м вільним стилем                 | 55.71             | 32                | Завершила виступ | Завершила виступ | Завершила виступ | Завершила виступ |
| Сасі Мотіда                                          | 200 м вільним стилем                 | 1:59.35           | 20                | Завершила виступ | Завершила виступ | Завершила виступ | Завершила виступ |
| Сакіко Сімідзу                                       | 200 м комплексом                     | 2:12.27           | 8 Q               | 2:11.53          | 10               | Завершила виступ | Завершила виступ |
| Сакіко Сімідзу                                       | 400 м комплексом                     | 4:36.16           | 6 Q               | Н/Д              | Н/Д              | 4:37.19          | 6                |
| Міккі Утіда                                          | 50 м вільним стилем                  | 25.33             | 22                | Завершила виступ | Завершила виступ | Завершила виступ | Завершила виступ |
| Міккі Утіда                                          | 100 м вільним стилем                 | 54.22             | =10 Q             | 54.30            | 12               | Завершила виступ | Завершила виступ |
| Канако Ватанабе                                      | 100 м брасом                         | 1:06.81           | 5 Q               | 1:06.64          | 5 Q              | 1:06.43          | 4                |
| Канако Ватанабе                                      | 200 м брасом                         | 2:23.29           | 1 Q               | 2:22.15          | 3 Q              | 2:21.15          | 1                |
| Канако Ватанабе                                      | 200 м комплексом                     | 2:10.37           | 3 Q               | 2:09.61          | 3 Q              | 2:08.45          | 2                |
| Місакі Ямаґуті                                       | 50 м батерфляєм                      | 26.68             | 20                | Завершила виступ | Завершила виступ | Завершила виступ | Завершила виступ |
| Міккі Утіда Рікако Ікее Місакі Ямаґуті Яйой Мацумото | естафета 4x100 метрів вільним стилем | 3:38.47           | 9                 | Н/Д              | Н/Д              | Завершили виступ | Завершили виступ |
| Тіхіро Іґарасі Рікако Ікее Сасі Мотіда Томомі Аокі   | естафета 4x200 метрів вільним стилем | 7:54.58           | 6 Q               | Н/Д              | Н/Д              | 7:54.62          | 7                |
| Саяка Акасе Нацумі Хосі Міккі Утіда Канако Ватанабе  | естафета 4x100 метрів комплексом     | 4:00.43           | 8 Q               | Н/Д              | Н/Д              | DSQ              | DSQ              |

Змішаний
| Спортсмени                                        | Дисципліна                           | Попередній заплив | Попередній заплив | Фінал            | Фінал            |
| Спортсмени                                        | Дисципліна                           | Час               | Місце             | Час              | Місце            |
| ------------------------------------------------- | ------------------------------------ | ----------------- | ----------------- | ---------------- | ---------------- |
| Юкі Коборі Найто Ехара Рікако Ікее Місакі Ямаґуті | естафета 4x100 метрів вільним стилем | 3:28.54           | 10                | Завершили виступ | Завершили виступ |

## Синхронне плавання
Повна команда з дванадцяти японських спортсменів (один чоловік і дванадцять жінок) кваліфікувалася на змагання з синхронного плавання в наведених нижче дисциплінах.
Жінки
| Спортсменка | Дисципліна                    | Попередні змагання | Попередні змагання | Фінал   | Фінал |
| Спортсменка | Дисципліна                    | Очки               | Місце              | Очки    | Місце |
| --- | ----------------------------- | ------------------ | ------------------ | ------- | ----- |
| Юкіко Інуі | соло, технічна програма       | 89.5851            | 5 Q                | 90.7603 | 5     |
| Юкіко Інуі | соло, довільна програма       | 91.7333            | 5 Q                | 92.4333 | 5     |
| Юкіко Інуі Рісако Міцуї | дует, технічна програма       | 90.3504            | 3 Q                | 92.0079 | 3     |
| Юкіко Інуі Рісако Міцуї | дует, довільна програма       | 93.5333            | 3 Q                | 93.4333 | 4     |
| Айка Хакояма Юкіко Інуі Кей Марумо Рісако Міцуї Канамі Накамакі Маі Накамура Кано Омата Курумі Йосіда                          | група, технічна програма      | 91.6516            | 4 Q                | 92.4133 | 3     |
| Айка Хакояма Айко Хаясі Юкіко Інуі Кей Марумо Рісако Міцуї Канамі Накамакі Маі Накамура Курумі Йосіда                          | група, довільна програма      | 93.7000            | 3 Q                | 93.9000 | 3     |
| Айка Хакояма Айко Хаясі Юкіко Інуі Кей Марумо Рісако Міцуї Канамі Накамакі Маі Накамура Кано Омата Асука Тасакі] Курумі Йосіда | комбінація, довільна програма | 92.6000            | 3 Q                | 93.8000 | 3     |

Змішаний
| Спортсмени          | Дисципліна              | Попередні змагання | Попередні змагання | Фінал   | Фінал |
| Спортсмени          | Дисципліна              | Очки               | Місце              | Очки    | Місце |
| ------------------- | ----------------------- | ------------------ | ------------------ | ------- | ----- |
| Асусі Абе Юмі Адаті | дует, технічна програма | 81.8724            | 5 Q                | 82.3509 | 5     |
| Асусі Абе Юмі Адаті | дует, довільна програма | 84.9667            | 7 Q                | 84.9000 | 7     |

## Водне поло

### Чоловічий турнір
Склад команди
- Кацуюкі Танамура
- Сейя Адаті
- Ацусі Арай
- Міцуакі Сіга
- Акіра Янасе
- Ацуто Ііда
- Юсуке Сімідзу
- Юкі Кадоно
- Кодзі Такей
- Кеня Ясуда
- Кейго Окава
- Сьота Хадзуй
- Томойосі Фукусіма

Груповий етап
| Поз | Команда    | І | В | Н | П | ГЗ | ГП | РГ  | О | Кваліфікація         |
| --- | ---------- | - | - | - | - | -- | -- | --- | - | -------------------- |
| 1   | Сербія     | 3 | 3 | 0 | 0 | 40 | 26 | +14 | 6 | Вийшли у чвертьфінал |
| 2   | Австралія  | 3 | 1 | 1 | 1 | 24 | 19 | +5  | 3 | Вийшли в плей-оф     |
| 3   | Чорногорія | 3 | 1 | 1 | 1 | 29 | 26 | +3  | 3 | Вийшли в плей-оф     |
| 4   | Японія     | 3 | 0 | 0 | 3 | 23 | 45 | −22 | 0 |                      |

| 27 липня 2015 21:30 | протокол | Японія                                   | 4 – 10 | Австралія  | Казань Attendance: 2,287 Арбітр: Массіміліано Капуті (ITA), Хатем Габер (EGY) |
| 27 липня 2015 21:30 | протокол | Рахунок за періодами: 0–2, 2–2, 1–3, 1–3 |        |            | Казань Attendance: 2,287 Арбітр: Массіміліано Капуті (ITA), Хатем Габер (EGY) |
| 27 липня 2015 21:30 | протокол | четверо гравців по 1                     | Голів  | Кемпбелл 3 | Казань Attendance: 2,287 Арбітр: Массіміліано Капуті (ITA), Хатем Габер (EGY) |

| 29 липня 2015 17:30 | протокол | Сербія                                   | 19 – 9 | Японія         | Казань Attendance: 1,016 Арбітр: Масуд Резвані (IRI), Стефані Рой (CAN) |
| 29 липня 2015 17:30 | протокол | Рахунок за періодами: 2–1, 6–2, 5–3, 6–3 |        |                | Казань Attendance: 1,016 Арбітр: Масуд Резвані (IRI), Стефані Рой (CAN) |
| 29 липня 2015 17:30 | протокол | Нікич 6                                  | Голів  | Окава, Такей 3 | Казань Attendance: 1,016 Арбітр: Масуд Резвані (IRI), Стефані Рой (CAN) |

| 31 липня 2015 13:30 | протокол | Японія                                   | 10 – 16 | Чорногорія        | Казань Attendance: 640 Арбітр: Діон Вілліс (RSA), Массіміліано Капуті (ITA) |
| 31 липня 2015 13:30 | протокол | Рахунок за періодами: 2–3, 2–5, 2–5, 4–3 |         |                   | Казань Attendance: 640 Арбітр: Діон Вілліс (RSA), Массіміліано Капуті (ITA) |
| 31 липня 2015 13:30 | протокол | Такей 4                                  | Голів   | Івович, Радович 4 | Казань Attendance: 640 Арбітр: Діон Вілліс (RSA), Массіміліано Капуті (ITA) |

Півфінали за 13-16-те місця

### Півфінали за 13-16-те місця
| 2 серпня 2015 10:50 | протокол | КНР                                                    | 10 – 10 | Росія                | Казань Attendance: 2,263 Арбітр: Станко Івановскі (MNE), Масуд Резвані (IRI) |
| 2 серпня 2015 10:50 | протокол | Рахунок за періодами: 1–2, 4–4, 2–1, 3–3 Пенальті: 1–4 |         |                      | Казань Attendance: 2,263 Арбітр: Станко Івановскі (MNE), Масуд Резвані (IRI) |
| 2 серпня 2015 10:50 | протокол | Тань Фейху 4                                           | Голів   | четверо гравців по 2 | Казань Attendance: 2,263 Арбітр: Станко Івановскі (MNE), Масуд Резвані (IRI) |

Матч за 13-те місце
| 4 серпня 2015 10:50 | протокол | Росія                                    | 9 – 13 | Японія  | Казань Attendance: 821 Арбітр: Дьордь Кун (HUN), Масуд Резвані (IRI) |
| 4 серпня 2015 10:50 | протокол | Рахунок за періодами: 4–3, 1–3, 2–5, 2–2 |        |         | Казань Attendance: 821 Арбітр: Дьордь Кун (HUN), Масуд Резвані (IRI) |
| 4 серпня 2015 10:50 | протокол | Бичков 3                                 | Голів  | Окава 3 | Казань Attendance: 821 Арбітр: Дьордь Кун (HUN), Масуд Резвані (IRI) |

### Жіночий турнір
Склад команди
- Рікако Міура
- Тіакі Сакануе
- Юрі Кадзама
- Сіно Маґаріяма
- Мое Наката
- Аяка Такахасі
- Юмі Накано
- Міцукі Хасіґуті
- Кана Хосоя
- Цубаса Морі
- Маріна Токумото
- Которі Судзукі
- Юко Умеда

Груповий етап
| Поз | Команда  | І | В | Н | П | ГЗ | ГП | РГ  | О | Кваліфікація         |
| --- | -------- | - | - | - | - | -- | -- | --- | - | -------------------- |
| 1   | Італія   | 3 | 3 | 0 | 0 | 40 | 18 | +22 | 6 | Вийшли у чвертьфінал |
| 2   | США      | 3 | 2 | 0 | 1 | 39 | 14 | +25 | 4 | Вийшли в плей-оф     |
| 3   | Бразилія | 3 | 1 | 0 | 2 | 19 | 36 | −17 | 2 | Вийшли в плей-оф     |
| 4   | Японія   | 3 | 0 | 0 | 3 | 13 | 43 | −30 | 0 |                      |

| 26 липня 2015 20:10 | протокол | Японія                                   | 3 – 15 | Італія               | Казань Attendance: 2,286 |
| 26 липня 2015 20:10 | протокол | Рахунок за періодами: 0–5, 1–3, 2–2, 0–5 |        |                      | Казань Attendance: 2,286 |
| 26 липня 2015 20:10 | протокол | троє гравців 1                           | Голів  | Гарібботті, Табані 3 | Казань Attendance: 2,286 |

| 28 липня 2015 13:30 | протокол | Бразилія                                 | 11 – 8 | Японія   | Казань Attendance: 543 |
| 28 липня 2015 13:30 | протокол | Рахунок за періодами: 4–2, 2–1, 4–3, 1–2 |        |          | Казань Attendance: 543 |
| 28 липня 2015 13:30 | протокол | Izggsys 5                                | Голів  | Накано 3 | Казань Attendance: 543 |

| 30 липня 2015 10:50 | протокол | Японія                                   | 2 – 17 | США        | Казань Attendance: 729 |
| 30 липня 2015 10:50 | протокол | Рахунок за періодами: 0–4, 0–4, 1–6, 1–3 |        |            | Казань Attendance: 729 |
| 30 липня 2015 10:50 | протокол | Накано 2                                 | Голів  | Стеффенс 4 | Казань Attendance: 729 |

Півфінали за 13-16-те місця
| 1 серпня 2015 12:10 | протокол | Японія                                   | 6 – 9 | Франція | Казань Attendance: 1,969 |
| 1 серпня 2015 12:10 | протокол | Рахунок за періодами: 3–2, 1–4, 1–1, 1–2 |       |         | Казань Attendance: 1,969 |
| 1 серпня 2015 12:10 | протокол | Накано 2                                 | Голів | Гіє 5   | Казань Attendance: 1,969 |

Матч за 15-те місце
| 3 серпня 2015 09:30 | протокол | ПАР                                      | 7 – 15 | Японія   | Казань Attendance: 329 |
| 3 серпня 2015 09:30 | протокол | Рахунок за періодами: 0–2, 0–2, 3–8, 4–3 |        |          | Казань Attendance: 329 |
| 3 серпня 2015 09:30 | протокол | Вайт 2                                   | Голів  | Накано 4 | Казань Attendance: 329 |